# 1941 (영화)
《1941》는 미국에서 제작된 스티븐 스필버그 감독의 1979년 코미디, 전쟁 영화이다. 댄 애크로이드 등이 주연으로 출연하였고 버즈 파이트션스 등이 제작에 참여하였다.

## 출연

### 주연
- 댄 애크로이드
- 네드 비티
- 존 벨루시
- 로레인 게리
- 머레이 해밀턴
- 크리스토퍼 리
- 팀 매더슨
- 미후네 도시로
- 워렌 오티스
- 로버트 스택
- 트리트 윌리암스

### 조연
- 낸시 알렌
- 존 캔디
- 엘리사 쿡 주니어
- 에디 디즌
- 바비 디 시코
- 다이안 케이
- 페리 랑
- 패티 루폰
- J. 패트릭 맥나마라
- 프랭크 맥래
- 스티븐 몬드
- 슬림 픽컨스
- 웬디 조 스페버
- 리오넬 스탠더
- 더브 테일러

## 기타
- 프로듀서: 존 윌슨
- 협력프로듀서: 마이클 칸
- 협력프로듀서: 자넷 힐리
- 미술: 딘 에드워드 미츠너
- 의상: 데보라 나둘맨